# Jean-Baptiste Choisy
Jean-Baptiste Choisy est un cultivateur et un homme politique français né le 19 avril 1742 à Séry (Ardennes) et mort le 21 mai 1820 à Arcefays (commune de Vaubecourt dans le département de la Meuse).

## Biographie
Il est né le 19 avril 1742 à Sery, de parents modestes, cultivant la terre, Pierre Choisy et Antoinette Richard. Neuf enfants sont nés  de sa mère, mais la plupart meurent en bas âge : seuls une fille et trois garçons survivent. Après avoir travaillé la terre à Sery, il quitte ce village pour louer une métairie en Argonne, la ferme d'Artesays (lieu-dit de Vaubecourt), à l'abbaye de Beaulieu.
Cultivateur à Arcefays, il participe à la rédaction d'un cahier de doléances. Remarqué pour son bon sens, il est élu député du tiers état aux états généraux de 1789 pour le bailliage de Châlons-sur-Marne. Le modeste métayer est ainsi envoyé siéger à Versailles, et est un des rares cultivateurs au sein de cette assemblée des États généraux de 1789,. 
Il vote avec la gauche et siège, avec son collègue Prieur de la Marne, un avocat, à l'extrême-gauche de cette assemblée qui s'érige en Assemblée nationale le 17  juin 1789 et devient l'Assemblée constituante,. Cette assemblée est installée à Versailles, puis à Paris après les journées d'octobre 1789. En septembre 1791, le roi accepte la constitution élaborée par cette assemblée, qui entre en vigueur le 14 septembre de cette année 1791. L'Assemblée constituante est remplacée le 1er octobre par l'Assemblée nationale législative en vertu de cette constitution, et Jean-Baptiste Choisy rentre, sur sa métairie d'Artefays, cultiver la terre. Il y meurt le 21 mai 1820,